# Henry McGee
Henry Marris-McGee (* 14. Mai 1929 in Kensington; † 28. Januar 2006 in London) war ein britischer Schauspieler. Bekannt wurde er vor allem durch seine zahlreichen Rollen in der Fernsehserie Benny Hill Show.
Die Schauspielkunst seiner Familie reicht bis in das 18. Jahrhundert zurück. Schauspieler wurde McGee Anfang der 1950er Jahre nach seiner Zeit bei der Royal Navy und er spielte zunächst kleinere bis kleinste Rollen in Kinofilmen. Seit dem Ende der 1950er Jahre war er vor allem für das Fernsehen aktiv. Besonders bekannt wurde er seit 1968 neben Benny Hill in der gleichnamigen Show. Als Honey Monster in dem Sugar-Puffs-Werbespot erlangte er zusätzliche Bekanntheit. In der englischen Sprachfassung von Asterix in Amerika (1994) lieh er Caesar seine Stimme. Seim Schaffen umfasst mehr als 80 Film- und Fernsehproduktionen.
McGee starb nach einem längeren Aufenthalt in einer Nervenklinik an Alzheimer.

## Filmografie (Auswahl)
- 1956: Sailor Beware!
- 1965: Das düstere Haus (Fanatic)
- 1969: Charlie staubt Millionen ab (The Italian Job)
- 1972: The Cherry Picker
- 1973: Ein irrer Trip im Wahnsinnsbus (Holiday on the Buses)
- 1973: Digby – Der größte Hund der Welt (Digby, the Biggest Dog in the World)
- 1976: Die unglaublichen Abenteuer eines Taxifahrers (Adventures of a Taxi Driver)
- 1977: Come Play with Me
- 1978: Mach’ weiter, Emmanuelle (Carry On Emmanuelle)
- 1978: Inspector Clouseau – Der irre Flic mit dem heißen Blick (Revenge of the Pink Panther)